# (11697) Estrella
(11697) Estrella (1998 FX98) – planetoida z pasa głównego asteroid okrążająca Słońce w ciągu 3 lat i 214 dni w średniej odległości 2,34 j.a. Została odkryta 31 marca 1998 roku.